# Carrera nudista de Sopelana – Trofeo Patxi Ros

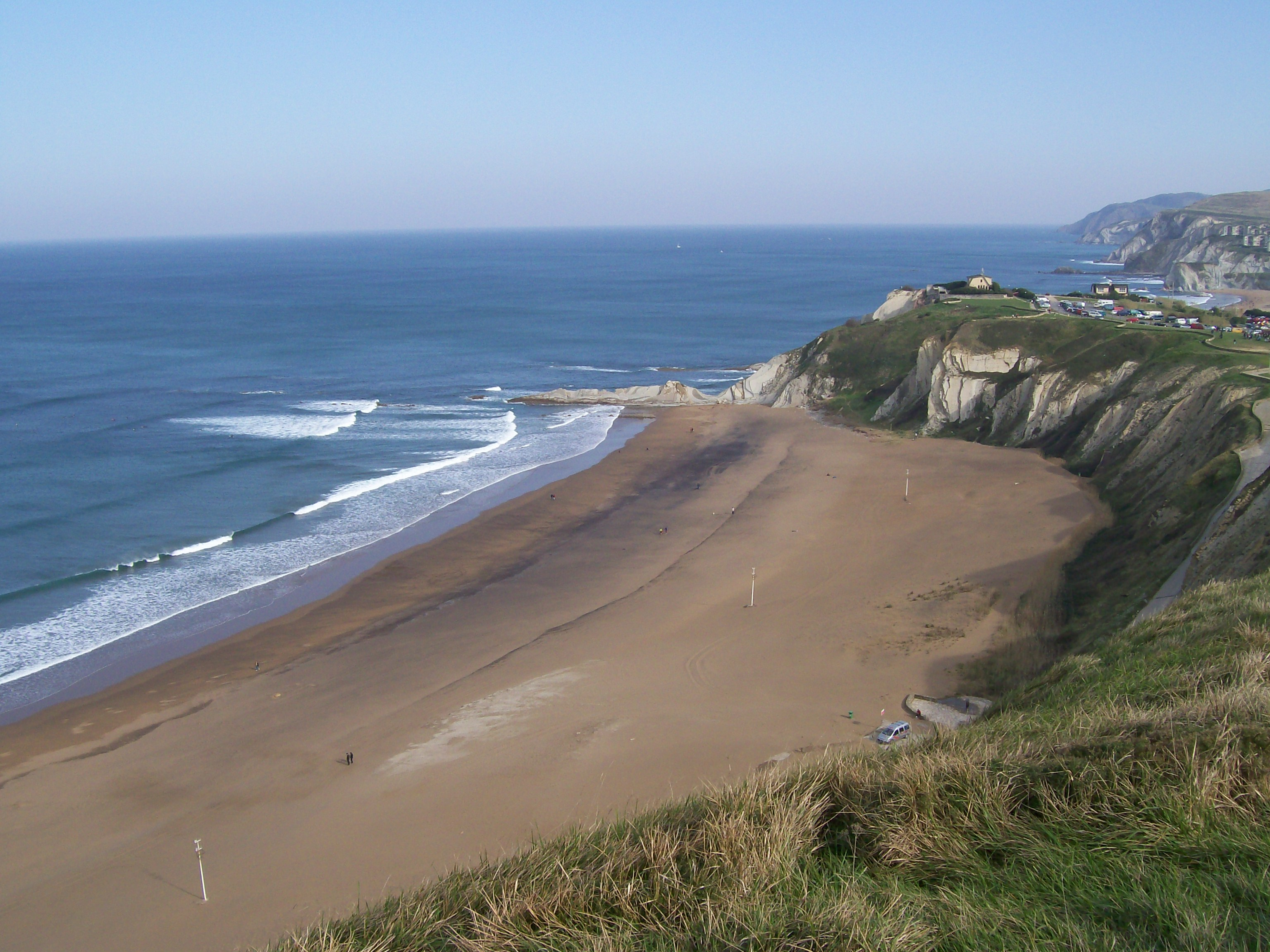
Playa de La Salvaje (Barinatxe) en Sopelana, Vizcaya, emplazamiento de la Carrera nudista de Sopelana – Trofeo Patxi Ros.

La Carrera nudista de Sopelana – Trofeo Patxi Ros es una de las pruebas deportivas nudistas más consolidadas celebradas en España, y actualmente con más reconocimiento y repercusión nacional e internacional. Se viene celebrando anualmente desde el año 1999 en la Playa de La Salvaje (Barinatxe) en Sopelana, Vizcaya.

## Historia
En el año 1999 Patxi Ros, aficionado al deporte y al naturismo, integró ambas aficiones en la primera edición de la Carrera nudista de Sopelana. La carrera fue ganando adeptos año tras año y superando gradualmente cotas de participación, marcando así un hito en el panorama deportivo peninsular y en la concepción del nudismo como algo más que una actividad de sol y playa.
En el año 2003 Euskal Naturista Elkartea (E.N.E.) (Asociación de Naturistas Vascos) se hizo cargo de la organización, adoptando el nombre de «Trofeo Patxi Ros», en reconocimiento a su creador.
A partir del año 2012, Patxi Ros volvió a hacerse cargo de la prueba, tras la disolución de la junta de Euskal Naturista Elkartea.

## Fechas de celebración
A excepción del año 2002, que no se celebró, las sucesivas ediciones anuales de esta carrera se han ido desarrollando durante los meses de junio, julio o septiembre, dependiendo de la convocatoria, salvo en 2015, que por falta de presupuesto del ayuntamiento a punto estuvo de no celebrarse, convocándose finalmente el 4 de octubre. Tras volver a celebrarse en otoño al año siguiente, finalmente se decidió fijar el certamen en el mes de julio, tras comprobarse la gran afluencia de público en dicho mes durante la convocatoria de 2017, en la cual se cumplió su mayoría de edad, dieciocho años.
En el año 2020, por las medidas de seguridad impuestas por la pandemia de Covid-19, no pudo celebrarse.
El 15 de julio de 2023, fue organizada por el Ayuntamiento de Sopela en colaboración con Munarri Atletismo Taldea, repitiendo fecha en el calendario en julio para albergar una mayor afluencia de público después de haber cambiado de periodo del año en anteriores ediciones, celebrándose en algunas ocasiones en verano y otras en otoño.

## La carrera
La carrera consiste en correr 5.000 metros (la mitad en categoría infantil) sobre arena dura, coincidiendo con la bajamar.
Hay seis categorías: masculina, femenina, veteranos (participantes de más de 40 años) e infantil (niños y niñas menores de 14 años), y también están las categorías especiales masculina y femenina de nudistas asociados. Además de los corredores locales, también forman parte deportistas internacionales, sobre todo franceses, alemanes o ingleses.